# Töröktopolya
Töröktopolya (szerbül Банатска Топола / Banatska Topola, németül Banat Topola) falu Szerbiában, a Vajdaságban, az Észak-bánsági körzetben, Nagykikinda községben.

## Fekvése
Nagykikindától délre, Beodra, Basahíd, Tóba és Torontáloroszi közt fekvő település.

## Története
Töröktopolya helyén még az 1783. évi térképen is nagy kiterjedésű mocsarak vannak feltüntetve. A mocsaras terület a beodrai uradalom területéhez tartozott. 1781-ben Karátsonyi Bogdán megvásárolta a területet és megkezdte a mocsaras területek kiszárítását és az így nyert területre 1790. körül magyarokat és németeket telepített. A helyből alakult ki Topolya és népesült be ismét Novoszello-puszta. Az 1800-as évek elején a település neve Töröktopolya lett.
1838-ban Karácsonyi Lajos, majd gróf Karátsonyi Guidó birtoka lett. 1893-ban önálló községgé alakult.
1910-ben 1149 lakosából 544 magyar, 596 német volt. Ebből 1140 volt római katolikus.
A trianoni békeszerződés előtt Torontál vármegye Nagykikindai járásához tartozott.

### Pusztanovoszello
A településhez tartozik Pusztanovoszello is. Helyén a középkorban Újfalu állt, melyet 1399-ben már említettek az oklevelekben. Valószínűhogy, hogy azonos lehet az 1441 körül a becsei várhoz tartozó Újfaluval.
Újfalu a török hódoltság alatt elpusztult, a Mercy-féle térképen lakatlan helyként tüntették fel.
Újfaluban 1761-ben szerbek laktak, 1766-ban a kamara a tiszai és a marosi szerb határőröknek engedte át.
1774-ben a szerbek a nagykikindai kiváltságos kerületnek szervezésekor elvándoroltak innen, és 1783-ban a puszta ismét lakatlanná vált.
A 19. század elején, Beodrai Karátsonyi László birtoka volt, aki földművelő és dohánytermelő római katolikus németeket telepített le ide, 1838-ban lakosainak a száma már 4760 fő lett. Azonban a telepesek nagy része 1870 körül ismét elköltözött, a helységet pusztaként Topolyához csatolták.

### Vincahíd
Hozzátartozik még egy kisebb falucska, Vincahíd (szerbül Винцаид / Vincaid) is a falutól 3,5 km-re északnyugatra, a nagykikindai út mellett, a Vincahídi-árok nevű vízfolyás bal partján. A falut a csanádi szandzsák 1579. évi összeírásában említik. Megjegyzik, hogy a korábban pusztaként szereplő faluba néhány család érkezett, akik vállalták az ottani híd őrzését és karbantartását is.

## Népesség

### Demográfiai változások
| 1948 | 1953 | 1961 | 1971 | 1981 | 1991 | 2002 | 2011 |
| ---- | ---- | ---- | ---- | ---- | ---- | ---- | ---- |
| 1177 | 965  | 1033 | 1733 | 1382 | 1176 | 1066 | 866  |

## Nevezetességek
- Római katolikus temploma 1899-ben épült, a Bánság egyetlen Mária-kegyhelye. Búcsúját Nagyboldogasszony napján tartják meg.